# Leo Hao
Leo Hao (nom actuel Alexei Chamrovski) est un artiste russe dont le thème principal de son œuvre est la fantasy. Il est connu pour avoir fait différentes illustrations pour des albums de heavy metal et des livres fantastiques.

## Travaux
- Plusieurs pochettes d'albums et illustrations pour le groupe Aria,
- Pochettes d'albums pour le groupe Blind Guardian,
- Pochettes d'albums pour le groupe Iced Earth,
- Pochette d'album de l'album New World Messiah du groupe Nocturnal Rites,
- Couvertures des livres de Yuri Nikitin,
- Illustrations de nouvelles de Nick Perumov ,
- Couvertures des livres de Sergey Lukyanenko,
- Une partie de l'artwork du jeu vidéo Heroes of Might and Magic V (premier prix au concours officiel d'illustration).